# Arsia Mons

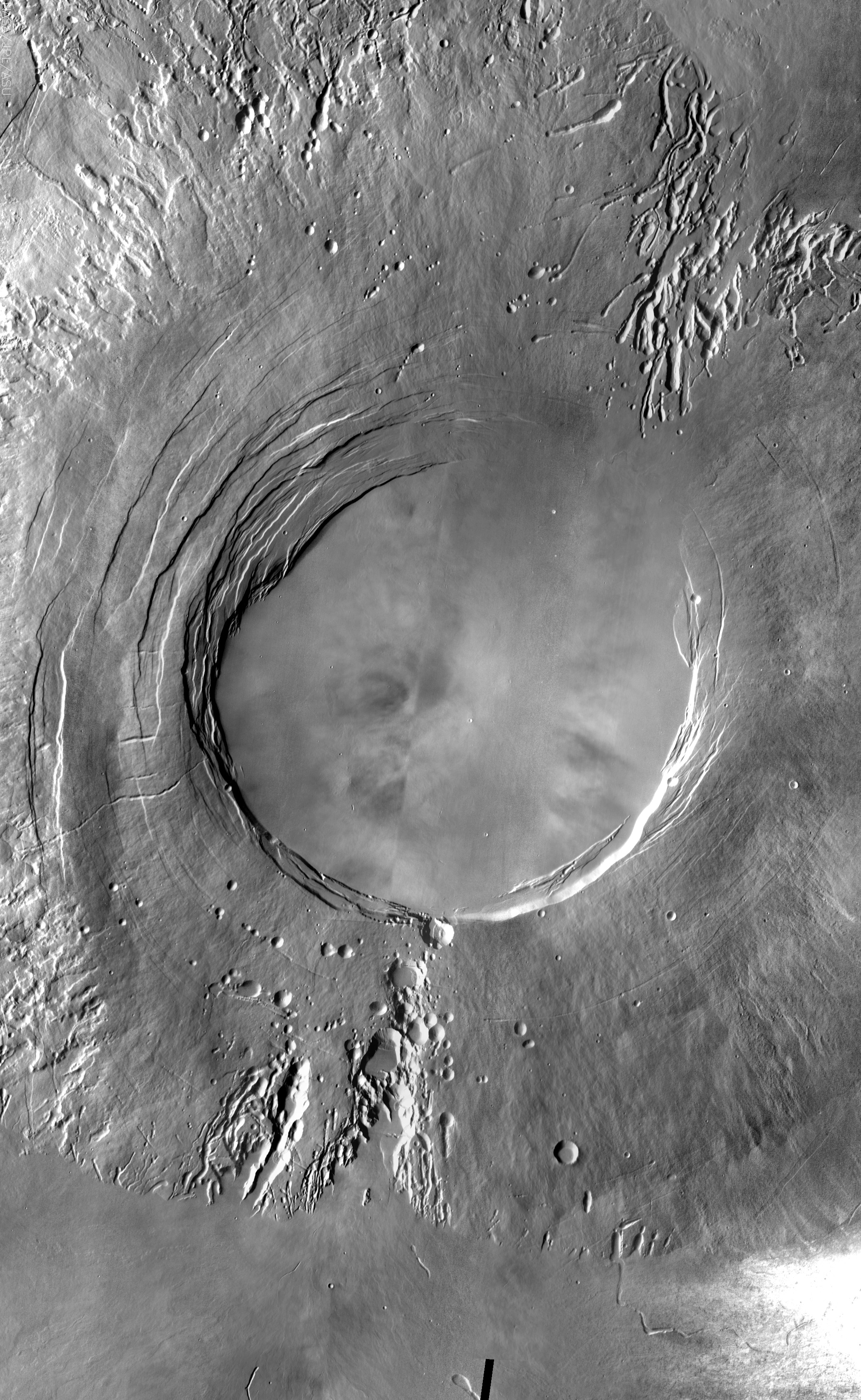
Arsia Mons, Marsfoto PIA03948

Arsia Mons is een schildvulkaan op de planeet Mars. Het is na de Olympus Mons de grootst bekende vulkaan (niet alleen op Mars). Arsia Mons is meer dan negen kilometer hoog, en de vulkanische kamer meet 110 km in doorsnede. Arsia Mons is de zuidelijkste vulkaan van het Tharsis-complex.

## Externe link

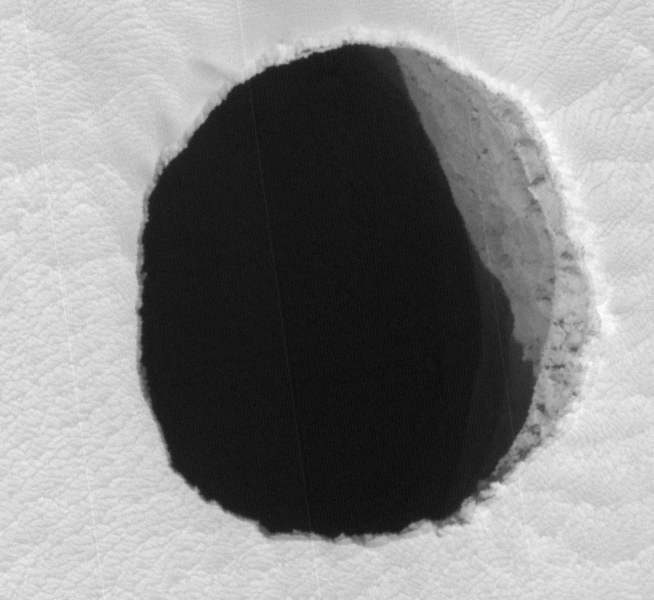
Mogelijke ingestorte grot in een flank van Arsia Mons, gemaakt door Mars Odyssey